# Aselle de Bourgogne
Proasellus burgundus
Espèce
L'Aselle de Bourgogne (Proasellus burgundus) est une espèce de crustacés isopodes de la famille des Asellidae. Elle est endémique à l'écosystème de la grotte de la Crétanne, à Bèze, source de la rivière du même nom, en Côte-d'Or (région Bourgogne-Franche-Comté).

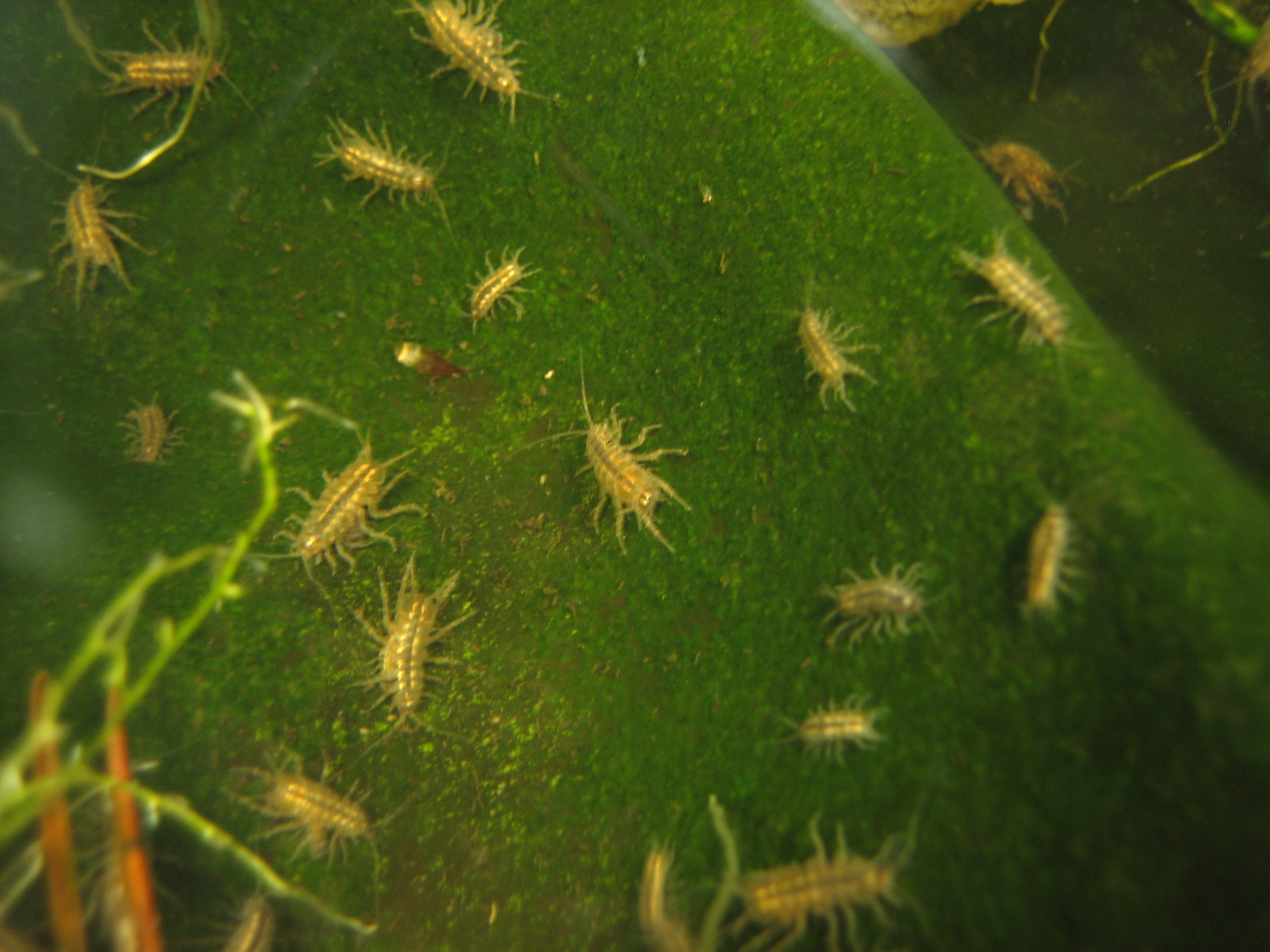
Asellus aquaticus, une espèce proche de Proasellus burgundus endémique à la grotte de Bèze.

Étudiée en 1969 par Jean-Paul Henry (d) et Guy Magniez (d), elle est référencée dans Limnofauna Europaea de J. Illies (Gustav Fischer Verlag, 1978).
Elle fait partie de la liste rouge des espèces menacées en France, parmi les crustacés d’eau douce.

## Publication originale
- Jean-Paul Henry et Guy Magniez, 1970 : « Les Asellides de la rivière souterraine de Bèze (Côte d'Or) : description de Proasellus burgundus n. sp. (Crustacea Isopoda Asellota) ». Bulletin scientifique de Bourgogne n. 26, p. 203-204.